# Tristan Borges
Tristan Borges (Toronto, 26 de agosto de 1998) es un futbolista canadiense que juega en la demarcación de centrocampista para el Forge FC de la Canadian Premier League.

## Selección nacional
Tras jugar con la selección de fútbol sub-17 de Canadá y la sub-20, finalmente el 10 de enero de 2020 debutó con la selección absoluta en un encuentro amistoso contra Barbados que finalizó con un resultado de 4-1 a favor del combinado canadiense tras el gol de Shamar Edwards para Barbados, y de Charles-Andreas Brym, Liam Fraser, Russell Teibert y de Jayden Nelson para el combinado canadiense.

## Clubes
| Club              | País    | Año       | Partidos | Goles |
| ----------------- | ------- | --------- | -------- | ----- |
| TFC Academy       | Canadá  | 2015      |          | 6     |
| Sigma FC          | Canadá  | 2018      | 7        | 1     |
| Forge FC          | Canadá  | 2019      | 33       | 13    |
| OH Leuven         | Bélgica | 2020-2021 | 4        | 0     |
| Forge FC (cedido) | Canadá  | 2021-     | 37       | 4     |